# مرغ مگس آنا
مرغ مگس آنا (نام علمی: Calypte anna) نام یک گونه از زیرخانواده مگس‌مرغیان است. این پرنده بومی سواحل غربی آمریکای شمالی است و به نام آنا ماسنا، دوشس ریوولی نامگذاری شده‌است. تا آغاز سده بیستم میلادی، مگس‌مرغ آنا فقط در سواحل شمالی و جنوبی باخا کالیفرنیا وجود داشت. تنوع گیاهی و زیستی این منطقه و مجاورت آن با زمین‌های بیابانی داخلی، بستری مناسب برای، آشیانه‌سازی پراکنش و گسترش محدوده قلمرو این پرنده پدید آورده است.